# Huglo
59°51′3″N 5°34′56″Ø / 59.85083°N 5.58222°Ø
Huglo er en ø i Stord kommune i Vestland fylke i Norge, og ligger øst for øen Stord ved udløbet af Hardangerfjorden. Huglo har en speciel geologi, og der har været minedrift på øen. I dag domineres erhvervslivet på Huglo af landbrug. Ovnmuseet på Nordhuglo er en af øens seværdigheder.
Øen har et areal på 13,4 km², og der bor 91  mennesker på Huglo. Største virksomhed er Sortland Møbelfabrik på Syd-Huglo. Øen har desuden skole, børnehave, ungdomshus og kapel, Huglo bedehuskapel. I efteråret 2012 blev skolen omgjort til  en sovende skole, og elevene ved skolen køres i taxi til Rommetveit skole på Stord.
Øen har færgeforbindelse til Hodnanes på Tysnes og Jektavik på Stord.
Huglo er gammelnorsk for «haugen» som kan oversættes med højen.
I 2009 kom Huglo med i det treårige regionale udviklingsprogram for småsamfund i Hordaland, livOGlyst. Målet er at skabe et robust samfund og vende nedgangen i indbyggertallet.